# Harewa
Harewa (en népalais : हरेवा) est un comité de développement villageois du Népal situé dans le district de Gulmi. Au recensement de 2011, il comptait 1 869 habitants.